# Wyspy Albanii
Lista wysp Albanii.

Mapa topograficzna Albanii.

Większość wysp Albanii jest mała i znajduje się na Morzu Śródziemnym. Jedynie dwie przekraczają powierzchnię 1 km²: Sazan i Kunë. Pozostałe znajdują się na 3 największych jeziorach oraz pozostałych mniejszych.

## Lista wysp
| Lp. | Nazwa               | Powierzchnia (km²) | Koordynaty                                | Akwen               |
| --- | ------------------- | ------------------ | ----------------------------------------- | ------------------- |
| 1   | Sazan               | 5,7                | 40°30′N 19°17′E/40,500000 19,283333       | Morze Adriatyckie   |
| 2   | Kunë                | 1,4                | 41°45′47″N 19°34′54″E/41,763056 19,581667 | Morze Adriatyckie   |
| 3   | Malsori             | 0,4                | 42°00′30″N 19°27′38″E/42,008333 19,460556 | Rzeka Bojana        |
| 4   | Zvërnec             | 0,1                | 40°31′02″N 19°24′06″E/40,517222 19,401667 | Laguna Narta        |
| 5   | Shurdhah            | 0,075              | 42°04′12″N 19°39′11″E/42,070000 19,653056 | Jezioro Vau i Dejës |
| 6   | Wyspy Ksamil        | 0,071              | 39°46′30″N 19°59′42″E/39,775000 19,995000 | Morze Jońskie       |
| 7   | Maligrad            | 0,05               | 40°47′31″N 20°55′59″E/40,791944 20,933056 | Prespa              |
| 8   | Franc Jozeph Island | 0,05               | 41°50′50″N 19°22′29″E/41,847222 19,374722 | Morze Adriatyckie   |
| 9   | Berat               | 0,03               | 40°42′10″N 19°57′05″E/40,702778 19,951389 | Osum                |
| 10  | Kukës               | 0,025              | 42°05′43″N 20°22′21″E/42,095278 20,372500 | Jezioro Fierza      |
| 11  | Tongo               | 0,025              | 39°41′25″N 20°00′20″E/39,690278 20,005556 | Morze Jońskie       |
| 12  | Stil                | 0,006              | 39°41′07″N 19°59′22″E/39,685278 19,989444 | Morze Jońskie       |
| 13  | Paqe                | 0,003              | 42°09′57″N 19°52′43″E/42,165833 19,878611 | Jezioro Komani      |